# Dora Ratjen
Dora Ratjen później Heinrich Ratjen, Hermann Ratjen, Horst Ratjen (ur. 20 listopada 1918 w Bremie, zm. 22 kwietnia 2008) – niemiecki lekkoatleta, który przed wojną startował w zawodach lekkoatletycznych, podając się za kobietę. Po odkryciu jego prawdziwej płci został zdyskwalifikowany.
Dora Ratjen brał udział w Igrzyskach Olimpijskich w Berlinie w 1936. Startował tam w skoku wzwyż, zajmując wynikiem 1,58 m czwarte miejsce za Węgierką Ibolyą Csák, Brytyjką Dorothy Odam i Niemką Elfriede Kaun.
W 1938 na mistrzostwach Europy w Wiedniu Ratjen zajął w kobiecym skoku wzwyż 1. miejsce, bijąc jednocześnie rekord świata wynikiem 1,70 m. Po zawodach, w drodze powrotnej do Niemiec, odkryto, że Ratjen ma męskie narządy płciowe. Ratjen był prawdopodobnie hermafrodytą. Niemiecka Federacja Lekkiej Atletyki wycofała Ratjena z zawodów międzynarodowych, podając jako powód „naruszenie zasad amatorstwa”. Jego rekord świata został anulowany, a tytuł mistrzyni Europy trafił do Węgierki Csák.
Po zakończeniu wojny Ratjen zaczął używać męskiego imienia Hermann. W 1957 Ratjen twierdził, że do oszustwa został zachęcony przez nazistowską organizację Bund Deutscher Mädel, która chciała zwiększyć medalowe szanse III Rzeszy podczas Igrzysk Olimpijskich.
Niewiele wiadomo o jego dalszym życiu. Według niemieckiej prasy zmarł 22 kwietnia 2008.